# Rubén Río
Rubén Río, né le 2 janvier 1997 à La Corogne, est un handballeur professionnel espagnol.
Il mesure 1,90 m et pèse 95 kg.

## Biographie
Originaire de La Corogne, Rubén Río intègre le centre de formation du club de Gijón Jovellanos avant de passer professionnel au sein du club  en 2014. Après deux saisons, il signe pour l'Atlético Valladolid. En 2020, il part en France, du côté de l'US Ivry. Miné par les blessures, il quitte le club francilien en 2022 et après plusieurs mois de réathlétisation, il signe en janvier 2023 à la JS Cherbourg pour la fin de la saison.

## Palmarès

### En club
- Demi-finaliste de la Coupe ASOBAL en 2019-2020

### En équipes nationales
- Vainqueur du Championnat d'Europe U21 en 2016
- Vainqueur du Championnat du monde U21 en 2017